# Vlag van Split

Vlag van Split

De vlag van Split bestaat uit een marineblauw doek met een gestileerde herhaalde naam van de stad die de klokkentoren van de Kathedraal van Split symboliseert die boven het historische stadscentrum uitsteekt. De vlag werd pas in 2024 officieel vastgesteld.
Vroeger was de vlag blauw, met het embleem van de stad in zilver. Het embleem bestond uit de muren van het Paleis van Diocletianus, met daarachter de klokkentoren van de Kathedraal van Split. Variaties op dit embleem zijn eeuwenlang in gebruik geweest. Vooral het ontwerp van de klokkentoren is veranderd. De traditionele kleuren van Split zijn wit (voor de stad) en blauw (voor de zee).
Hoewel het ontwerp van de hier rechts afgebeelde vlag bekendstaat als de vlag van Split, heeft het geen officiële status en is het in het stadsbeeld zelden te zien. In Split ziet men sinds 1996 wel veel blauwe vlaggen met daarop in het midden (onder een klein kruis) een aantal keren onder elkaar de naam van de stad, die zo een artistieke weergave van de kathedraal vormen. Onder in die vlag staat het getal 1700, als artistieke weergave van de stadsmuur. Het getal verwijst naar het zeventienhonderdjarig jubileum van de stad, dat in 1996 gevierd werd.

## Historische vlaggen

De variant van de herdenkingsvlag, ter ere van de 1700-jarige verjaardag van de bouw van het paleis van Diocletianus.

|  |  |